# 2′-O-Ribosylguanosinphosphat
2′-O-Ribosylguanosinphosphat (Gr(p) oder rGMP) ist ein seltenes Nukleosid und kommt in der tRNA vor. Es ist ein Derivat des Guanosins mit einer zusätzlichen Riboseeinheit, die wiederum mit Phosphorsäure verestert ist.
Gr(p) wurde an Position 64 der Initiator-tRNA von Schizosaccharomyces pombe, Torulopsis utilis und Candida albicans entdeckt. Bei Saccharomyces cerevisiae nimmt dort das verwandte 2′-O-Ribosyladenosinphosphat diese Position ein. Die spezielle Modifikation (Phosphoribosylierung) an Position 64 wird daher von den Autoren als Charakteristikum aller sequenzierten Initiator-tRNAs in Hefen angesehen.